# مركز سانجام العالمي
مركز سنجام العالمي (بالإنجليزية:Sangam World Centre) هو واحد من مراكز الاجتماع الأربعة للرابطة العالمية للمرشدات وفتيات الكشافة.